# 箱根雕刻森林美術館

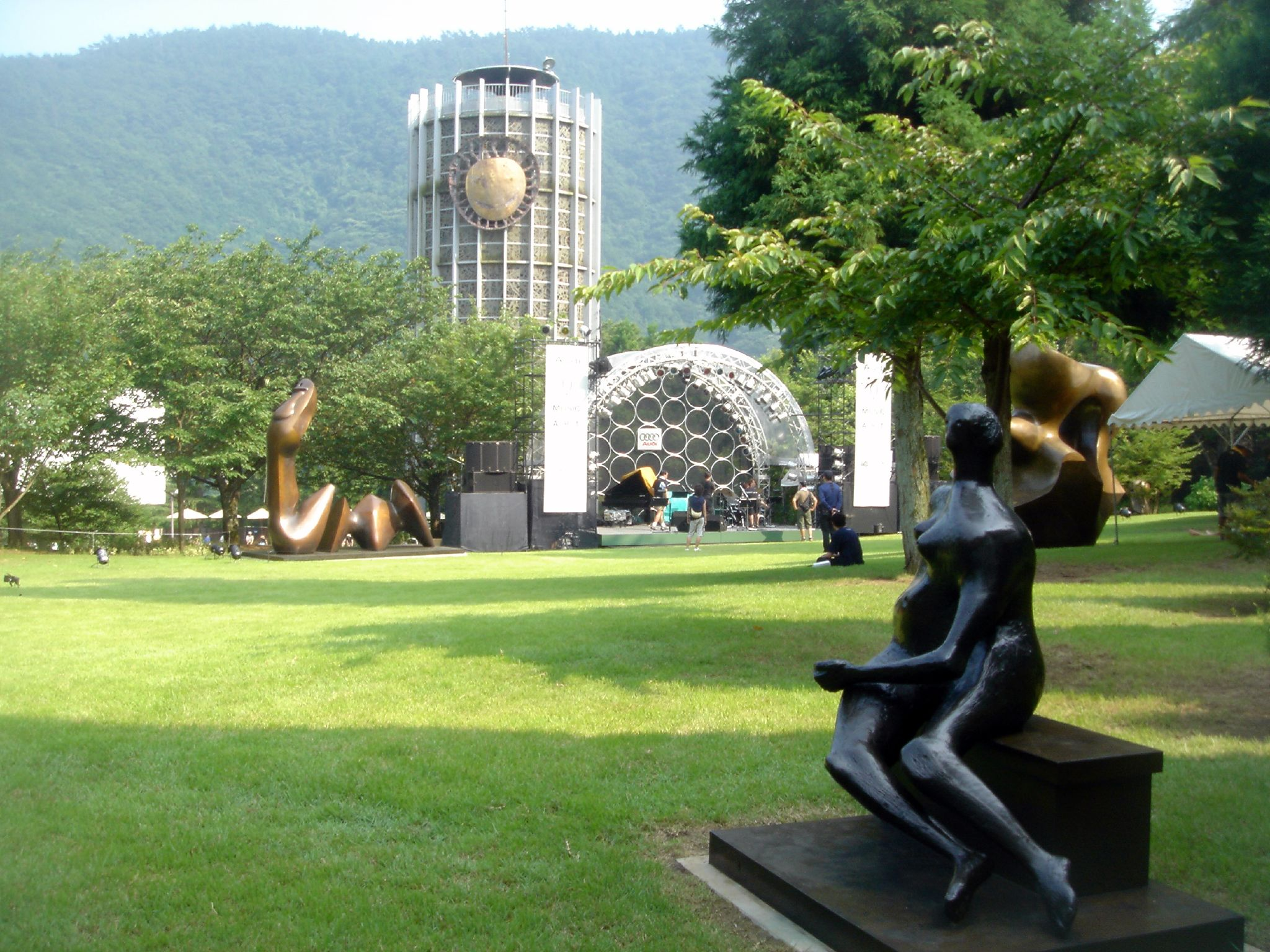
箱根雕刻森林美術館

箱根雕刻森林美術館（日语：／ Hakone Chōkoku no mori Bijyutsukan，THE HAKONE OPEN-AIR MUSEAM）是日本第一家以雕刻為展覽主題的戶外美術館，位於神奈川縣足柄下郡箱根町。

## 概要
該館由日本富士產經集團贊助，成立於1969年，可說是早期戶外雕塑美術館的佼佼者。以70000平方公尺的雕塑公園方式讓立體作品良好的融入環境，彷彿站在作品與大自然組成的森林當中，收藏有各地雕塑大師的作品多達400件以上，包括雕塑名家阿爾伯托·賈科梅蒂、米羅、亨利·摩爾、日本的佐藤忠良、台灣的楊英風與朱銘在內都有收藏。此外，該館亦有畢卡索館，專門收藏其創作的陶器、雕刻與一部份的繪畫。
該館也有室內館，收藏了一些重要藝術家的繪畫，如布歇、雷諾瓦等。

## 相關連結
- 箱根雕刻森林美術館 （页面存档备份，存于）（日語）（英文）